# Dolný Hričov
Dolný Hričov is een Slowaakse gemeente in de regio Žilina, en maakt deel uit van het district Žilina.
Dolný Hričov telt 1.548 inwoners.